# Ruggero Grava
Revelli Ruggero Grava (Claut, 26 aprile 1922 – Superga, 4 maggio 1949) è stato un calciatore francese di origine italiana, di ruolo centravanti.

## Carriera
Nato in Friuli, ma trasferitosi fin dall'infanzia in Francia, dopo aver militato nell'Amiens, nell'ÉF Nancy-Lorraine, nell'ÉF Bordeaux-Guyenne e nel Bordeaux durante la Seconda guerra mondiale in competizioni non ufficiali, si impone definitivamente nel Roubaix-Tourcoing, con cui segna 11 reti nella stagione 1945-46 e ben 18 (in 34 partite) nella successiva, contribuendo notevolmente alla conquista del titolo di Campione di Francia 1946-47.
Nel 1948, quando il Torino decide di aprire al mercato straniero, la società punta su di lui e sul connazionale Bongiorni ed, in seguito, sull'ungherese Július Schubert.
Era considerato un atleta dal fisico erculeo, e del proprio fisico si prendeva cura scrupolosamente; giocava al calcio con grande passione e considerava quello sport quasi uno strumento per curare il fisico, per tenerlo in forma.
Attaccante eclettico, grintoso e possente, generoso e pieno di energia, gioca tuttavia da titolare nel Torino soltanto una partita (sconfitta esterna contro il Genoa del 26 dicembre 1948), poiché chiuso dall'insostituibile Gabetto.
Muore insieme ai compagni di squadra nella tragedia di Superga. È sepolto nel Cimitero parigino di Saint-Ouen.

## Palmarès

### Club

#### Competizioni nazionali
- Campionato francese: 1

Roubaix-Tourcoing: 1946-1947
- Campionato italiano: 1

Torino: 1948-1949